# Tianjin Airlines
Tianjin Airlines (vroeger Grand China Express Air) is een Chinese regionale luchtvaartmaatschappij met haar thuisbasis op de Tianjin Binhai International Airport in Tianjin.
Tianjin Airlines werd in 2004 opgericht als Grand China Express Air. De eerste vluchten gingen door in 2007. In 2009 volgde de naamswijziging naar de huidige naam.
Naast Tianjin Binhai International Airport is ook de Haikou Meilan International Airport een centrale hub van het netwerk. Secundaire hubs zijn Xi'an Xianyang International Airport, Hohhot Baita International Airport en Ürümqi Diwopu International Airport. Focusbestemmingen voor de maatschappij zijn Beijing Capital International Airport, Nanning Wuxu International Airport, Guiyang Longdongbao International Airport en Dalian Zhoushuizi International Airport.

## Vloot
De vloot bestaat in mei 2017 uit 95 vliegtuigen.
| Vliegtuig       | Aantal |
| --------------- | ------ |
| Airbus A320-200 | 23     |
| Airbus A330-200 | 3      |
| Embraer ERJ-145 | 17     |
| Embraer ERJ-190 | 42     |
| Totaal:         | 95     |